# Цмин самаркандский
Бессмертник самаркандский (лат. Helichrysum maracandicum) — многолетнее травянистое растение, вид рода Бессмертник (Helichrysum) семейства Астровые (Asteraceae).

## Распространение и экология
Ареал вида охватывает Памиро-Алай и Тянь-Шань.
Произрастает в фитоценозах разнотравных, пырейных, типчаковых и полынно-ковыльных степей, в арчевом редколесье, среди зарослей древесно-кустарникового пояса, на сухих каменистых и мелкоземистых склонах и на щебнистых осыпях, от 600 до 2500 м над уровнем моря.

## Ботаническое описание
Корень деревянистый, многоглавый или коротко многоглавый.
Цветущие стебли в числе 2—10, высотой 25—40 (до 75) см, у основания большей частью утолщённые из-за тесно сближенных живых или отмерших низовых листьев. Бесплодные побеги чаще в незначительном количестве.
Листья бесплодных побегов линейно-ланцетовидные или линейно-лопатчатые, пластинки которых оттянуты в черешок, довольно резко переходящие в треугольно-расширенные основания, образующие хорошо выраженное луковицеобразное утолщение; основания наружных листьев с резко выступающими жилками, нередко перепончатые и краснеющие. Листья цветущих побегов линейные или линейно-ланцетовидные, на верхушке приострённые или с выраженным остриём, иногда серповидно или неправильно изогнутые или прямые и косо отходящие от стебля, полустеблеобъемлющие, у основания с треугольной выемкой, снизу обычно с резко выдающейся средней жилкой, зеленоватые, серо-зелёные или желто-бурые.
Корзинки 60—75-цветковые, полушаровидной, шаровидной, колокольчатой или эллиптической формы, находятся на цветоносах, чаще всего превышающих корзинку или равных ей по длине, реже цветоносы короче корзинки. Сложное соцветие в молодом состоянии нередко почти головчатое и чаще всего окруженное несколькими верхушечными листьями, во взрослом состоянии компактно-щитковидное, состоящее из 15—50 (редко 100 и даже более) корзинок. Листочки обёртки в числе 50—60, лимонно-жёлтые, с более менее выраженной складчатостью, обычно пятирядные, по спинке опушённые, наружные — ланцетовидные, широколанцетовидные или эллиптические; более многочисленные внутренние — широко- или продолговато-лопатчатые.

## Таксономия
Вид Бессмертник самаркандский входит в род Бессмертник (Helichrysum) трибы Gnaphalieae подсемейства Астровые (Asteroideae) семейства Астровые (Asteraceae) порядка Астроцветные (Asterales).
|  |                                      |  |                                                              |                                                              |                    |  | ещё 12 семейств (согласно Системе APG III) | ещё 12 семейств (согласно Системе APG III)    |                                               |  |  |  | ещё 20 триб (согласно Системе APG III)         | ещё 20 триб (согласно Системе APG III)         |  |  |  |  | ещё от 500 до 600 видов | ещё от 500 до 600 видов |
|  |                                      |  |                                                              |                                                              |                    |  | ещё 12 семейств (согласно Системе APG III) | ещё 12 семейств (согласно Системе APG III)    |                                               |  |  |  | ещё 20 триб (согласно Системе APG III)         | ещё 20 триб (согласно Системе APG III)         |  |  |  |  | ещё от 500 до 600 видов | ещё от 500 до 600 видов |
|  |                                      |  |                                                              | порядок Астроцветные                                         |                    |  |                                            |                                               | подсемейство Астровые                         |  |  |  |                                                | род Бессмертник                                |  |  |  |  |                         |                         |
|  |                                      |  |                                                              | порядок Астроцветные                                         |                    |  |                                            |                                               | подсемейство Астровые                         |  |  |  |                                                | род Бессмертник                                |  |  |  |  |                         |                         |
|  | отдел Цветковые, или Покрытосеменные |  |                                                              |                                                              | семейство Астровые |  |                                            |                                               | триба Gnaphalieae                             |  |  |  | вид Бессмертник самаркандский                  |                                                |  |  |  |  |                         |                         |
|  | отдел Цветковые, или Покрытосеменные |  |                                                              |                                                              |                    |  |                                            |                                               |                                               |  |  |  |                                                |                                                |  |  |  |  |                         |                         |
|  |                                      |  | ещё 44 порядка цветковых растений (согласно Системе APG III) | ещё 44 порядка цветковых растений (согласно Системе APG III) |                    |  |                                            | ещё 11 подсемейств (согласно Системе APG III) | ещё 11 подсемейств (согласно Системе APG III) |  |  |  | ещё более 130 родов (согласно Системе APG III) | ещё более 130 родов (согласно Системе APG III) |  |  |  |  |                         |                         |
|  |                                      |  |                                                              | ещё 44 порядка цветковых растений (согласно Системе APG III) |                    |  |                                            |                                               | ещё 11 подсемейств (согласно Системе APG III) |  |  |  |                                                | ещё более 130 родов (согласно Системе APG III) |  |  |  |  |                         |                         |